# Константин Чому
Константин (Коста) Чому (на румънски: Konstantin Čomu) е арумънски кинооператор, първият кинооператор в Битоля.

## Биография
Роден е през 1865 г. в град Битоля. Завършва Битолския румънски лицей през 1902 г. През 1905 г. киното навлиза в Македония, благодарение на Братя Манаки. Все повече нараства броя на проекционните апарати на Балканите. Сред притежателите на такива е и Константин Чому от Битоля. Чому отваря кино център в Битоля, където прожектира филми на братя Манаки.